# Marilynia bicolor littoralis
Marilynia bicolor là một phân loài nhện trong họ Dictynidae.
Loài này thuộc chi Marilynia. Marilynia bicolor littoralis được J. Denis miêu tả năm 1959.